# Mozaika (album)
Mozaika – debiutancki album Kasi Cerekwickiej wydany w 2000 roku. Autorem tekstów jest Jacek Cygan. 

## Lista utworów
1. Gdzie jesteś
2. Wszystko co mam
3. Kobieta jest jak księżyc
4. Noc to taka gra
5. Południe
6. Zostań
7. Toniemy
8. Ankara
9. Tak to znowu ja
10. Wieczór jaki lubię
11. Na dzień dobry